# 岡山県の資格者配置路線
岡山県の資格者配置路線（おかやまけんのしかくしゃはいちろせん）とは、交通誘導警備業務に関し、道路又は交通の状況により、岡山県公安委員会が道路における危険を防止するため必要と認める路線である。当該路線で交通誘導警備業務を実施するにあたっては、交通誘導警備業務を実施する場所ごとに、交通誘導警備業務1級検定又は2級検定の合格証明書の交付を受けた警備員を1名以上配置しなければならない。

## 告示・施行
- 2020年3月31日：告示　　岡山県公安委員会告示第35号
- 2020年10月1日：施行

## 路線一覧
|    | 路線名         | 区間         |
| -- | -------------- | ------------ |
| 1  | 国道2号        | 岡山県の全域 |
| 2  | 国道30号       | 岡山県の全域 |
| 3  | 国道53号       | 岡山県の全域 |
| 4  | 国道179号      | 岡山県の全域 |
| 5  | 国道180号      | 岡山県の全域 |
| 6  | 国道181号      | 岡山県の全域 |
| 7  | 国道250号      | 岡山県の全域 |
| 8  | 国道313号      | 岡山県の全域 |
| 9  | 国道374号      | 岡山県の全域 |
| 10 | 国道430号      | 岡山県の全域 |
| 11 | 国道486号      | 岡山県の全域 |
| 12 | 県道岡山児島線 | 岡山県の全域 |
| 13 | 県道倉敷玉野線 | 岡山県の全域 |
| 14 | 県道岡山牛窓線 | 岡山県の全域 |
| 15 | 県道岡山港線   | 岡山県の全域 |